# Полноват
Полноват — село в Белоярском районе Ханты-Мансийского автономного округа — Югры, административный центр сельского поселения Полноват.
Располагается на правом берегу Оби в устье реки Полноватка, примерно в 350 км к северо-западу от Ханты-Мансийска.
| 2010 |
| ---- |
| 1178 |

## История
По указу Петра I в 1714 году была построена церковь. Вокруг церкви возникло селение Полноватское, вернее Полноватские юрты. В 1770 году здесь было 5 дворов, проживали 9 мужчин и 7 женщин.
В 1931 году село начало заново строиться. В середине 1930-х годов вокруг него происходили события на одном из этапов Казымского восстания ненцев и хантов против советской власти и её политики раскулачивания. В годы репрессий 1937—1953 годов в Полноват прибыли тысячи спецпереселенцев разных национальностей. Появляются первые предприятия по приему у населения рыбы, пушнины, торговые предприятия, первая школа-интернат.

## Инфраструктура
В селе работает участковая больница, магазины, почтовое отделение, библиотека, баня, пожарная часть, филиал детской школы искусств, в 2004 году была построена новая школа. Действует храм Успения Пресвятой Богородицы. В 2014 году открылся спорткомплекс. В январе 2015 открылся бар. Готовится к сдаче новое здание участковой больницы.